# قلعه گبری (قیر و کارزین)
قلعه گبری در حدود ۵۵۰ متری شهر قیر در دامنه کوه مشرف به شهر قلعه‌ای است که به نام گبری نامیده می‌شود. بنا بر گفته پژوهشگران قدمت آن به دوران پیش از اسلام بر می‌گردد.
امروزه از این قلعه خرابه‌هایی باقی مانده‌است.